# Roberto Aláiz
Roberto Aláiz Villacorta, né le 20 juillet 1990 à León, est un athlète espagnol, spécialiste du fond.
Il termine 5e de la finale du 5 000 m des Championnats d'Europe 2014 à Zurich. Il a obtenu la médaille d'argent lors des Championnats d'Europe de cross-country 2012, catégorie espoirs.